# Svjetski kup u ragbiju 2007.
Svjetski kup u ragbiju 2007. se održava u Francuskoj, uz nekoliko susreta i u Walesu i Škotskoj.
Najveće je ragbijsko natjecanje po pravilima rugby uniona.

## Mjesta održavanja
| Grad                | Država/Savez | Stadion                 | Kapacitet | Vidi još                                                                            |
| ------------------- | ------------ | ----------------------- | --------- | ----------------------------------------------------------------------------------- |
| Saint-Denis (Pariz) | Francuska    | Stade de France         | 80.000    | Pregled Arhivirana inačica izvorne stranice od 30. rujna 2007. (Wayback Machine)    |
| Cardiff             | Wales        | Millennium Stadium      | 73.350    | Pregled Arhivirana inačica izvorne stranice od 30. rujna 2007. (Wayback Machine)    |
| Edinburgh           | Škotska      | Murrayfield             | 68.000    | Pregled Arhivirana inačica izvorne stranice od 27. rujna 2007. (Wayback Machine)    |
| Marseille           | Francuska    | Stade Vélodrome         | 59.500    | Pregled Arhivirana inačica izvorne stranice od 19. kolovoza 2007. (Wayback Machine) |
| Paris               | Francuska    | Parc des Princes        | 47.870    | Pregled Arhivirana inačica izvorne stranice od 30. rujna 2007. (Wayback Machine)    |
| Lens                | Francuska    | Stade Félix Bollaert    | 41.400    | Pregled Arhivirana inačica izvorne stranice od 27. rujna 2007. (Wayback Machine)    |
| Lyon                | Francuska    | Stade Gerland           | 41.100    | Pregled Arhivirana inačica izvorne stranice od 27. rujna 2007. (Wayback Machine)    |
| Nantes              | Francuska    | Stade de la Beaujoire   | 38.100    | Pregled Arhivirana inačica izvorne stranice od 30. rujna 2007. (Wayback Machine)    |
| Toulouse            | Francuska    | Stadium Municipal       | 35.700    | Pregled Arhivirana inačica izvorne stranice od 30. rujna 2007. (Wayback Machine)    |
| Saint-Étienne       | Francuska    | Stade Geoffroy-Guichard | 35.650    | Pregled Arhivirana inačica izvorne stranice od 27. rujna 2007. (Wayback Machine)    |
| Bordeaux            | Francuska    | Stade Chaban-Delmas     | 34.440    | Pregled Arhivirana inačica izvorne stranice od 27. rujna 2007. (Wayback Machine)    |
| Montpellier         | Francuska    | Stade de la Mosson      | 33.900    | Pregled Arhivirana inačica izvorne stranice od 27. rujna 2007. (Wayback Machine)    |

## Sudionici
Skupina "A": Engleska, Samoa, JAR, Tonga, SAD
Skupina "B": Australija, Kanada, Fidži, Japan, Wales
Skupina "C": Italija, Novi Zeland, Portugal, Rumunjska, Škotska
Skupina "D": Argentina, Francuska, Gruzija, Irska, Namibija

## Natjecateljski sustav
Prvi dio završnog turnira se igra po jednostrukom liga-sustavu, a boduje se po sustavu bodovanja Rugby Uniona.
Prve dvije momčadi u skupini stječu pravo sudjelovanja u četvrtzavršnici.

## Rezultati

### Skupina "A"
8. rujna

Engleska - SAD 28:10
9. rujna

JAR - Samoa 59:7
12. rujna

Tonga - SAD 25:15
14. rujna

JAR - Engleska 36:0
16. rujna

Tonga - Samoa 19:15
22. rujna

JAR - Tonga

Engleska - Samoa
26. rujna

Samoa - SAD
28. rujna

Engleska - Tonga
30. rujna

JAR - SAD
| Ljestvica bodova | Momčad   | Ut | Ut | Ut | Ut | Bodovi | Bodovi | Bodovi | Bonus bodovi | Rezultat protiv protivnika | Rezultat protiv protivnika | Rezultat protiv protivnika | Rezultat protiv protivnika | Rezultat protiv protivnika |
| Ljestvica bodova | Momčad   | Ut | Pb | N  | Pz | Pos    | Pri    | RP     | Bonus bodovi | JAR                        | ENG                        | TON                        | SAM                        | SAD                        |
| ---------------- | -------- | -- | -- | -- | -- | ------ | ------ | ------ | ------------ | -------------------------- | -------------------------- | -------------------------- | -------------------------- | -------------------------- |
| 19               | JAR      | 4  | 4  | 0  | 0  | 189    | 47     | +142   | 3            | –                          | 36:0                       | 30:25                      | 59:7                       | 64:15                      |
| 14               | Engleska | 4  | 3  | 0  | 1  | 108    | 88     | +20    | 2            | 0:36                       | –                          | 36:20                      | 44:22                      | 28:10                      |
| 9                | Tonga    | 4  | 2  | 0  | 2  | 89     | 96     | -7     | 1            | 25:30                      | 20:36                      | –                          | 19:15                      | 25:15                      |
| 5                | Samoa    | 4  | 1  | 0  | 3  | 69     | 143    | -74    | 1            | 7:59                       | 22:44                      | 15:19                      | –                          | 25:21                      |
| 1                | SAD      | 4  | 0  | 0  | 4  | 61     | 142    | -81    | 1            | 15:64                      | 10:28                      | 15:25                      | 21:25                      | –                          |

### Skupina "B"
8. rujna

Australija - Japan 91:3
9. rujna

Wales - Kanada 42:17
12. rujna

Fidži - Japan 35:31
15. rujna

Wales - Australija 20:32
16. rujna

Fidži - Kanada 29:16
20. rujna

Wales - Japan
23. rujna

Australija - Fidži
25. rujna

Kanada - Japan
29. rujna

Australija - Kanada 

Wales - Fidži
| Ljestvica bodova | Momčad     | Ut | Ut | Ut | Ut | Bodovi | Bodovi | Bodovi | Bonus bodovi | Rezultat protiv protivnika | Rezultat protiv protivnika | Rezultat protiv protivnika | Rezultat protiv protivnika | Rezultat protiv protivnika |
| Ljestvica bodova | Momčad     | Ut | Pb | N  | Pz | Pos    | Pri    | RP     | Bonus bodovi | AUS                        | FIĐ                        | WAL                        | JAP                        | KAN                        |
| ---------------- | ---------- | -- | -- | -- | -- | ------ | ------ | ------ | ------------ | -------------------------- | -------------------------- | -------------------------- | -------------------------- | -------------------------- |
| 20               | Australija | 4  | 4  | 0  | 0  | 215    | 41     | +174   | 4            | –                          | 55:12                      | 32:20                      | 91:3                       | 37:6                       |
| 15               | Fidži      | 4  | 3  | 0  | 1  | 114    | 131    | -17    | 3            | 12:55                      | –                          | 38:34                      | 35:31                      | 29:16                      |
| 12               | Wales      | 4  | 2  | 0  | 2  | 163    | 105    | +58    | 4            | 20:32                      | 34:38                      | –                          | 72:18                      | 42:17                      |
| 3                | Japan      | 4  | 0  | 1  | 3  | 64     | 210    | -146   | 1            | 3:91                       | 31:35                      | 18:72                      | –                          | 12:12                      |
| 2                | Kanada     | 4  | 0  | 1  | 3  | 51     | 120    | -69    | 0            | 6:37                       | 16:29                      | 17:42                      | 12:12                      | –                          |

### Skupina "C"
8. rujna

Novi Zeland - Italija 76:14
9. rujna

Škotska - Portugal 56:10
12. rujna

Italija - Rumunjska 24:18
15. rujna

Novi Zeland - Portugal 108:13
18. rujna

Škotska - Rumunjska 42:0
19. rujna

Italija - Portugal
23. rujna

Škotska - Novi Zeland
25. rujna

Rumunjska - Portugal
29. rujna

Novi Zeland - Rumunjska 

Škotska - Italija
| Ljestvica bodova | Momčad      | Ut | Ut | Ut | Ut | Bodovi | Bodovi | Bodovi | Bonus bodovi | Rezultat protiv protivnika | Rezultat protiv protivnika | Rezultat protiv protivnika | Rezultat protiv protivnika | Rezultat protiv protivnika |
| Ljestvica bodova | Momčad      | Ut | Pb | N  | Pz | Pos    | Pri    | RP     | Bonus bodovi | NZL                        | ŠKO                        | ITA                        | RUM                        | POR                        |
| ---------------- | ----------- | -- | -- | -- | -- | ------ | ------ | ------ | ------------ | -------------------------- | -------------------------- | -------------------------- | -------------------------- | -------------------------- |
| 20               | Novi Zeland | 4  | 4  | 0  | 0  | 309    | 35     | +274   | 4            | –                          | 40:0                       | 76:14                      | 85:8                       | 108:13                     |
| 14               | Škotska     | 4  | 3  | 0  | 1  | 116    | 66     | +50    | 2            | 0:40                       | –                          | 18:16                      | 42:0                       | 56:10                      |
| 9                | Italija     | 4  | 2  | 0  | 2  | 85     | 117    | -32    | 1            | 14:76                      | 16:18                      | –                          | 24:18                      | 31:5                       |
| 5                | Rumunjska   | 4  | 1  | 0  | 3  | 40     | 161    | -121   | 1            | 8:85                       | 0:42                       | 18:24                      | –                          | 14:10                      |
| 1                | Portugal    | 4  | 0  | 0  | 4  | 38     | 209    | -171   | 1            | 13:108                     | 10:56                      | 5:31                       | 10:14                      | –                          |

### Skupina "D"
7. rujna

Francuska - Argentina 12:17
9. rujna

Irska - Namibija 32:17
11. rujna

Argentina - Gruzija 33:3
15. rujna

Irska - Gruzija 14:10
16. rujna

Francuska - Namibija 87:10
21. rujna

Francuska - Irska
22. rujna

Argentina - Namibija
26. rujna

Gruzija - Namibija
30. rujna

Francuska - Gruzija 

Irska - Argentina
| Ljestvica bodova | Momčad    | Ut | Ut | Ut | Ut | Bodovi | Bodovi | Bodovi | Bonus bodovi | Rezultat protiv protivnika | Rezultat protiv protivnika | Rezultat protiv protivnika | Rezultat protiv protivnika | Rezultat protiv protivnika |
| Ljestvica bodova | Momčad    | Ut | Pb | N  | Pz | Pos    | Pri    | RP     | Bonus bodovi | ARG                        | FRA                        | IRS                        | GRU                        | NAM                        |
| ---------------- | --------- | -- | -- | -- | -- | ------ | ------ | ------ | ------------ | -------------------------- | -------------------------- | -------------------------- | -------------------------- | -------------------------- |
| 18               | Argentina | 4  | 4  | 0  | 0  | 143    | 33     | +111   | 2            | –                          | 17–12                      | 30–15                      | 33–3                       | 63–3                       |
| 15               | Francuska | 4  | 3  | 0  | 1  | 188    | 37     | +151   | 3            | 12–17                      | –                          | 25–3                       | 64–7                       | 87–10                      |
| 9                | Irska     | 4  | 2  | 0  | 2  | 64     | 82     | -18    | 1            | 15–30                      | 3–25                       | –                          | 14–10                      | 32–17                      |
| 5                | Gruzija   | 4  | 1  | 0  | 3  | 50     | 111    | -61    | 1            | 3–33                       | 7–64                       | 10–14                      | –                          | 30–0                       |
| 0                | Namibija  | 4  | 0  | 0  | 4  | 30     | 212    | -182   | 0            | 3–63                       | 10–87                      | 17–32                      | 0–30                       | –                          |

## Unutarnje poveznice
- en:2007_Rugby_World_Cup_qualifying
- en:Rugby World Cup qualification

## Vanjske poveznice
- France2007 (engl.) Službene stranice natjecanja
- ITV Rugby World Cup
- IRB.com Službene stranice International Rugby Boarda
- Novosti  Arhivirana inačica izvorne stranice od 1. studenoga 2005. (Wayback Machine) na Planet Rugbyju